# Štěpánovice (kraj południowoczeski)
Štěpánovice – miasteczko i gmina w Czechach, w powiecie Czeskie Budziejowice, w kraju południowoczeskim. Według danych z dnia 1 stycznia 2014 liczyła 815 mieszkańców.